# Lake Arbor
Cet article possède un paronyme, voir Lake Harbor.
Lake Arbor est une census-designated place située dans le comté du Prince George, dans l’État du Maryland, aux États-Unis. Lors du recensement de 2020, elle comptait 14 541 habitants.